# Trois morceaux dans le genre pathétique
Trois morceaux dans le genre pathétique of Souvenirs, op. 15, is een suite voor piano van Charles-Valentin Alkan. Het stuk, dat uit drie delen bestaat, werd in 1837 voltooid.

## Compositie
De suite bestaat uit drie delen:
I Aime-moiDit eerste deel, in as mineur, heeft een 4/4 maat en duurt ongeveer 10 minuten.
II Le ventHet tweede deel, in b mineur, heeft ook een 4/4 maat. Het eerste thema van het stuk beeld de wind uit en bevat veel chromatische toonladders. Het tweede thema, in D majeur, bevat halen voor de linkerhand, terwijl de rechterhand de melodie speelt. Hierna komt het eerste thema weer terug, maar nu met tremolo's voor de linkerhand, in plaats van de akkoorden uit het begin. Het stuk duurt ongeveer 7 minuten.
III MorteHet derde en laatste deel staat in es mineur en heeft een 4/4 maat. Het stuk bevat trillers, grote akkoorden en tremolo's. Het stuk van circa 12 minuten eindigt plotseling met een triller van ruim twee maten lang, gevolgd door twee akkoorden van zestiende noten.